# Orden von der goldenen Fessel
Der Orden von der goldenen Fessel war ein französischer Ritterorden. Die vollständige Bezeichnung war Orden der Ritter von der goldenen Fessel und der Schildknappen von der silbernen Fessel (französisch Ordre du Fer d’or et du Fer d’argent).
Gestiftet wurde der Orden von Herzog Johann von Bourbon am 1. Januar 1415. Der Orden erlosch durch den frühzeitigen Tod des Stifters während seiner etwa 20-jährigen englischen Haft.
Der Orden war auf 16 Ritter und Knappen von adliger Herkunft begrenzt. Alle Ordensangehörige befanden über eine Neuaufnahme.
Das Ordenszeichen war eine Fußfessel an einer goldenen Kette für Ritter und an einer silbernen für die Schildknappen. Das Ordenszeichen wurde am Sonntag am linken Fußgelenk angelegt. Der Verstoß gegen Ordensregeln wurde finanziell zu Gunsten von Armen geahndet. Die Ordensritter hatten die Pflicht, Damen zu schützen. Im zweijährigen Abstand mussten sie einen Kampf bestehen. Bei einer Niederlage wurden sie Eigentum des Siegers, bei Tod oder Krankheit wurden ihre Ehrenzeichen in der Ordenskirche aufbewahrt.